# Fryderyk Beckman
Fryderyk Karol Beckman (ur. 27 stycznia 1818 w Talsen, zm. 3 lipca 1885 w Łodzi) – docent farmacji i farmakognozji. Wykładowca na Uniwersytecie w Dorpacie i Uniwersytecie Warszawskim.

## Życiorys
Ukończył gimnazjum w Talsi, a następnie kursy farmaceutyczne w Dorpacie, uzyskując w 1843 tytuł prowizora I klasy. W 1851 został laborantem w katedrze farmacji na Uniwersytecie w Dorpacie. W 1855 uzyskał stopień magistra farmacji i od tego czasu do 1866 kierował katedrą farmacji i farmakognozji na uniwersytecie, gdzie uczył m.in. Jakuba Natansona. W 1866 został pomocnikiem inspektora i nauczyciela nauk przyrodniczych w gimnazjum realnym niemieckim w Łodzi. W latach 1871–1884 był docentem farmacji i farmakognozji na Uniwersytecie Warszawskim.
Pochowany został w części ewangelicko-augsburskiej Starego Cmentarza w Łodzi.

## Publikacje
- „Ueber die Fettsäuren” (O kwasach tłuszczowych), Dorpat 1853[2].